# Manel Navarro
Manel Navarro (Sabadell, 1996. március 7. –) spanyol énekes. Ő képviselte Spanyolországot a 2017-es Eurovíziós Dalfesztiválon Kijevben Do It for Your Lover című dalával. A döntőben 5 pontot sikerült összegyűjtenie, így a 26., vagyis az utolsó helyezést érte el.

## Diszkográfia
Kislemezek
- Brand New Day (2014)
- Candle (2016)
- Do It for Your Lover (2017)
- Keep On Falling (2017)
- Voulez-vous danser? (2018)
- Roller Coaster Ride (2018, Jowsttal és Maria Celinnel)
- Mi mejor despedida (2019, közreműködött Funambulista)
- Que te vaya bien (2020, Belén Aguilera-val)

## Külső hivatkozások
- Manel Navarro a Twitteren
- Manel Navarro a Facebookon
- Manel Navarro az Instagramon